# Werner Lueg
Werner Lueg (né le 16 septembre 1931 à Brackwede et mort le 13 juillet 2014 à Gehrden) était un athlète allemand, spécialiste du 1 500 mètres.

## Carrière
Le 29 juin 1952, à Berlin, Werner Lueg égale en 3 min 43 s 0 le record du monde du 1 500 m codétenu par les Suédois Gunder Hägg et Lennart Strand. 
Sélectionné pour les Jeux olympiques de 1952, à Helsinki, l'Allemand se classe troisième du 1 500 mètres, dans le temps de 3 min 45 s 4, derrière le Luxembourgeois Joseph Barthel et l'Américain Robert McMillen.

### Palmarès
| Date | Compétition     | Lieu     | Résultat | Épreuve |
| ---- | --------------- | -------- | -------- | ------- |
| 1952 | Jeux olympiques | Helsinki | 3e       | 1 500 m |

### Records
| Épreuve | Performance  | Lieu   | Date         |
| ------- | ------------ | ------ | ------------ |
| 1 500 m | 3 min 43 s 0 | Berlin | 29 juin 1952 |